# Леовац, Предраг
Предраг Мила Леовац (серб. Предраг Мила Леовац / Predrag Mila Leovac; 20 декабря 1975, Плевля — 14 апреля 1999, Кошаре) — младший лейтенант сухопутных войск Союзной Республики Югославия, один из 108 солдат, погибших во время битвы на Кошарах.

## Биография
Предраг Леовац родился 20 декабря 1975 года в городе Плевля. Окончил там начальную школу и гимназию, позже поступил в белградскую Военную академию, служил в пехотных частях. Увлекался рисованием шаржей. Участвовал в Белградском марафоне и полумарафоне, занимался реальным айкидо у Любомира Врачаревича. После окончания Военной академии был направлен в сухопутные войска, Приштинский корпус, 125-ю моторизованную бригаду, 53-й пограничный батальон; был командиром разведывательного взвода на заставе Чафа-Прушит. Командованием отмечался как отважный и способный младший офицер
27 октября 1998 года в день памяти Святой Параскевы Сербской во время патрулирования сербско-албанской границы один пограничный пёс забежал на минное поле и подорвался на противопехотной мине. Челюсть была сильно повреждена (один осколок застрял под левым плечом), а автомат вылетел из рук и упал где-то в минном поле. Тяжело раненый Педжа сумел успокоить солдата, который начал стрельбу, решив, что на них напали, а позже вызвал помощь. Его доставили сначала в Приштину, а потом в Военно-медицинскую академию. После операции отец стал уговаривать Предрага вернуться на родину, чтобы освободить место для других раненых. За время лечения Леовац сильно похудел.
В феврале 1999 года не вылечившийся до конца Педжа отправился обратно на службу в Косово. Мать тщетно отговаривала его, в ответ на что Леовац заявил: «Если я не вернусь, мама, кто же будет там защищать детей?» (серб. Ако се не вратим, мајко, ко ће сачувати ону децу горе?) Он прибыл в Джяковицу в кабинет к майору Душко Шливанчину, который сильно удивился при виде сослуживца. После этого он отправился на минное поле и забрал автомат. В бой на Кошарах против албанских сепаратистов Леовац вступил 11 апреля (сама битва началась 9 апреля): своих молодых подчинённых он оставил в резерве, заявив, что не хочет вести их на смерть, а сам отправился с ещё 30 опытными резервистами. За высоту C4 он вёл бой в течение трёх суток, не имея достаточных запасов еды и воды. 14 апреля он был смертельно ранен снайпером и умер по дороге в больницу в Джяковице.

## Награды
- Орден «За заслуги в области обороны и безопасности» I степени (посмертно)[8]

## Память
Имя Педжи Леоваца некоторое время носила улица в Плевле, по которой он проживал (после признания независимости Черногории улицу переименовали), а также пограничный пост на границе Сербии с Боснией и Герцеговиной. Ныне в Плевле находится культурный центр имени Предрага Леоваца, занимающийся гуманитарной деятельностью. Имя Педжи Леоваца встречается в некоторых учебниках истории Сербии за 8-й класс школы.
Леовацу посвятили песни Райко Палибрк (Витезу са Кошара) и Бранка Зечевич (Знаш ли рећи ко је Пеђа, песня на стихи Александра Тошича, 2022 год).